# 頼兼町ランプ
頼兼町ランプ（よりかねちょうランプ）は広島県三原市頼兼一・二丁目にある、国道2号三原バイパス上のランプである。

## 道路
- 国道2号三原バイパス

## 接続道路
- 三原市道（頼兼交差点）

## 沿革
- 1999年（平成11年）3月21日 : 本ランプ以東の三原バイパス開通により供用を開始する。
- 2002年（平成14年）4月27日 : 本ランプ以西の三原バイパスが開通する。

## 周辺の地理
- 広島県警三原警察署宮浦交番
- JR山陽新幹線
- JR山陽本線

## 隣
三原バイパス
小浦ランプ - 頼兼町ランプ - 新倉町ランプ（終点）

## 備考
- 頼兼町という地名は2003年（平成15年）実施の住居表示により全てが頼兼一・二丁目になったため現在は使われていない。
- 接続する市道は東南方面に進むと警察署入口交差点で国道185号と広島県道75号三原竹原線に、西北方面に進むと三原市西野四丁目で広島県道155号三原本郷線と接続する。今のところ本ランプ～警察署入口交差点間が国道185号に編入されるかどうかは不明である。